# Alcalà de Xivert
Alcalà de Xivert település Spanyolországban, Castellón tartományban. Alcalà de Xivert Benlloch, Les Coves de Vinromà, Santa Magdalena de Pulpis, Torreblanca, Peníscola, La Salzadella és Vilanova d’Alcolea községekkel határos. Lakosainak száma 7176 fő (2024).

## Népesség
A település népessége az elmúlt években az alábbi módon változott:
| Lakosok száma | 5750 | 6449 | 7074 | 7926 | 8175 | 7233 | 6893 | 6680 | 6691 | 7176 |
|               | 2001 | 2004 | 2006 | 2009 | 2011 | 2014 | 2016 | 2019 | 2021 | 2024 |